# Jérôme Chartier
Pour les articles homonymes, voir Chartier.
Jérôme Chartier, né le 14 novembre 1966 à Paris, est un ancien homme politique français, ancien membre des Républicains. Maire de Domont de 1995 à 2016, député de la 7e circonscription du Val-d'Oise de 2002 à 2017, il est aussi premier vice-président du conseil régional d'Île-de-France de 2015 à 2019.

## Biographie

### Origines familiales et études
Fils d'un couple catholique classé à gauche, d’une mère militante dans le secteur associatif d’aide à la réinsertion et d'un père directeur de publication de journaux du groupe La Vie catholique, il est issu d'une fratrie de cinq enfants.

### Maire de Domont
En 1994 et 1995, il participe à la campagne présidentielle de Jacques Chirac. Puis il est élu le 18 juin 1995, à 28 ans, maire de Domont, il est alors le plus jeune maire de France pour une ville de plus de 10 000 habitants.
En 2001, il est réélu maire de Domont au premier tour de scrutin avec 62 % des voix. Il est réélu en 2008 au premier tour avec le score pratiquement similaire de 61,8 % des voix.
En 2014, il est réélu maire de Domont au premier tour de scrutin avec le meilleur score de France pour une ville de plus de 15 000 habitants, avec 78,9 % des voix.
En 2012, en tant que maire de la commune, et en présence de représentantes de l’association du côté des femmes, il conduira le cortège de la marche blanche après l’assassinat de Naïma, jeune Domontoise décédée sous les coups de son mari en janvier 2012

### Président d'agglomération
En 2001, il est élu président de la communauté de communes de l'Ouest de la Plaine de France. Il quitte ses responsabilités en décembre 2012.

### Député du Val-d'Oise

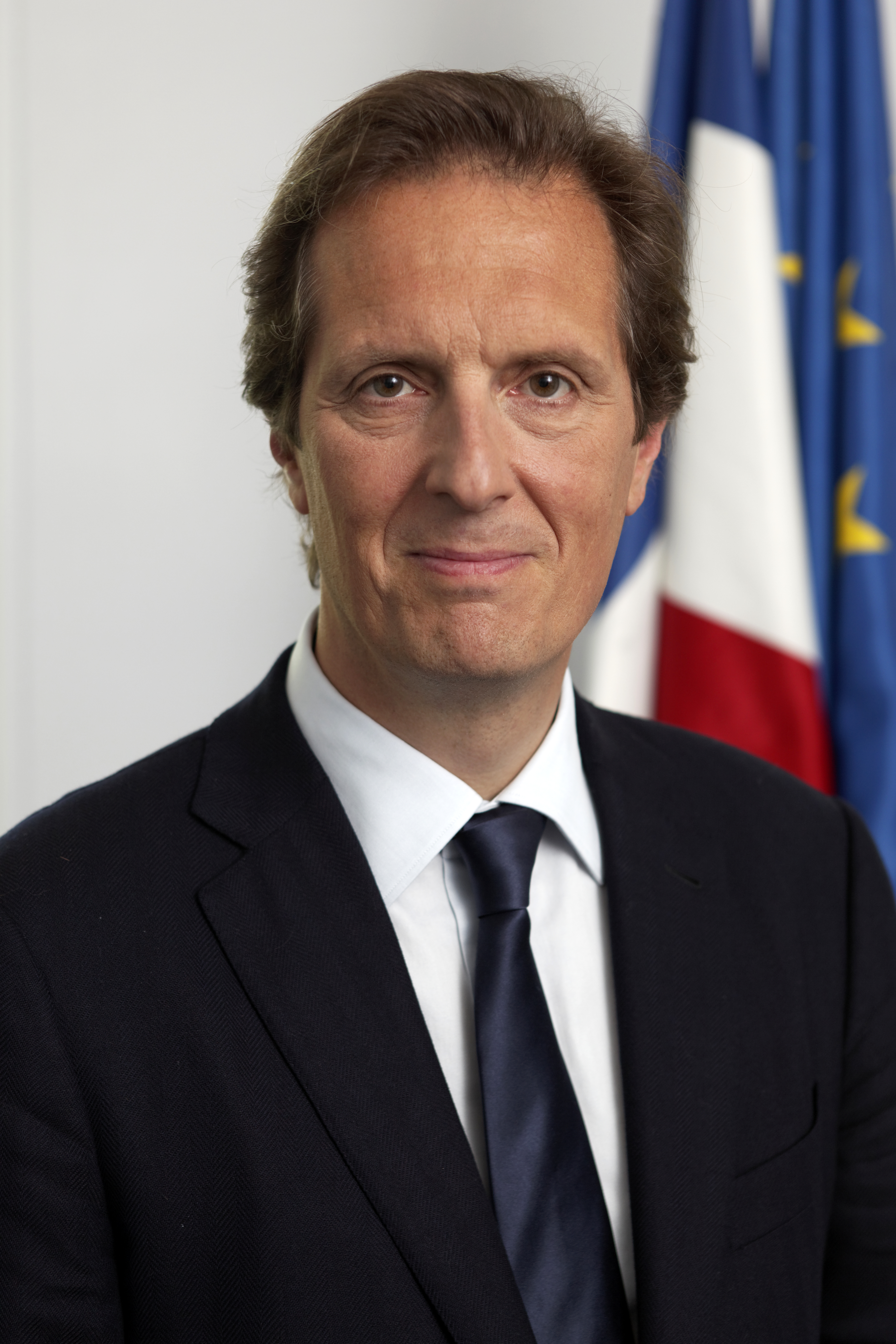
Portrait officiel de Jérôme Chartier lorsqu’il était député.

Il est élu le 16 juin 2002 député de la 7e circonscription du Val-d'Oise (cantons de Domont, Ecouen, Montmorency, Sarcelles-Sud-Ouest), recueillant près de 58 % des suffrages. Il siège au sein du groupe UMP.
Il est réélu député du Val-d'Oise le 17 juin 2007 avec près de 57 % des voix (48 % au 1er tour).
Candidat à sa réélection au scrutin de juin 2012, il résiste à la « vague rose ». Obtenant 38,29 % des voix au premier tour contre 39,35 % pour son adversaire du PS, il parvient à l’emporter au second tour avec 50,29 % des voix.
Il perd son mandat de député lors des élections législatives de 2017. Largement distancé au premier tour par le macroniste Dominique Da Silva (24,26 % des voix contre 35,98 %), il s'incline au second tour avec 46,1 % des suffrages.

### Premier vice-président de la région Île-de-France
En décembre 2015, il est élu sur la liste de Valérie Pécresse et devient premier vice-président, chargé de l'économie et de l'emploi, du conseil régional d'Île-de-France.

### Parcours politique
En 2001, il conduit la campagne pour le maintien de la majorité départementale du conseil général du Val-d'Oise.
Lors de l’été 2012 il s’engage dans la candidature de François Fillon à la présidence de l’UMP à l’automne 2012.
Alors que François Fillon doit faire face à plusieurs défections de son camp à la suite du Penelope Gate, Jérôme Chartier fait partie, avec Bruno Retailleau et Valérie Boyer du dernier « noyau dur » de ses soutiens. Le 5 mars, il ouvre le grand rassemblement du Trocadéro, censé relancer sa campagne. À l’issue de la défaite au premier tour de l’élection présidentielle, il reste personnellement proche de François Fillon, dont il est l'ami, et refuse toute responsabilité dans la nouvelle organisation de Force républicaine.
En décembre 2019, il quitte la vie politique.
Il fonde ensuite une société de conseil en stratégie auprès de grands patrons.

## Ouvrages
- Le lifting de Marianne, l’Archipel, 2005, 238 p.
- Éloge du travail, Grasset, 2013, 180 p.
- La démocratie des croyants, Bouquins, 2023, 129 p.